# 1966 في جنوب إفريقيا
فيما يلي قوائم الأحداث التي وقعت خلال عام 1966 في جنوب أفريقيا.

## سياسة

### تعيين في المنصب
- 13 سبتمبر – ب. ج. فورستر رئيس وزراء جنوب أفريقيا [الإنجليزية]‏.

### انتهاء فترة المنصب
- 1 يناير – هندريك فيرورد رئيس وزراء جنوب أفريقيا [الإنجليزية]‏.

## مواليد

### يناير
- 7 يناير – كوري ساندرز ملاكم جنوب أفريقي.[1]
- 29 يناير – مارك شتاين لاعب كرة قدم جنوب أفريقي.

### مارس
- 9 مارس – يان بالمر

### أبريل
- 20 أبريل – جيرار رودلف ممثل جنوب أفريقي.

### مايو
- 26 مايو – زولا بود[2]

### يوليو
- 16 يوليو – مايك هورن
- 22 يوليو – ماريا أولسن ممثلة جنوب أفريقية.

### أغسطس
- 11 أغسطس – مارك ويليامز لاعب كرة قدم جنوب أفريقي.

### نوفمبر
- 20 نوفمبر – نيل برود لاعب كرة مضرب من المملكة المتحدة.
- 26 نوفمبر – غافين لين لاعب كرة قدم جنوب أفريقي.[3]

### ديسمبر
- 18 ديسمبر – ليبوهانغ مورولا لاعب كرة قدم جنوب أفريقي.

## وفيات

### أغسطس
- 1 أغسطس – روبي ليبراندت (مواليد 1913) ملاكم جنوب أفريقي.